# Bolan's Zip Gun
Albums de T. Rex
Light of Love
(1974) Futuristic Dragon
(1976)
Bolan's Zip Gun est le dixième album studio du groupe de glam rock britannique T. Rex, sorti en février 1975.

## Titres
Toutes les chansons sont de Marc Bolan.

### Face 1
1. Light of Love – 3:16
2. Solid Baby – 2:37
3. Precious Star – 2:53
4. Token of My Love – 3:40
5. Space Boss – 2:49
6. Think Zinc – 3:25

### Face 2
1. Till Dawn – 3:02
2. Girl in the Thunderbolt Suit – 2:20
3. I Really Love You Babe – 3:33
4. Golden Belt – 2:41
5. Zip Gun Boogie – 3:26

## Musiciens
- Marc Bolan : chant, guitare, synthétiseur
- Mickey Finn : percussions
- Dino Dines : claviers
- Steve Currie : basse
- Davey Lutton : batterie
- Paul Fenton : batterie
- Bill Legend : batterie
- Gloria Jones : clavinet, chœurs
- Harry Nilsson : chœurs